# Arturo Antonio Szymanski Ramírez
Arturo Antonio Szymanski Ramírez (Tampico, Tamaulipas, 17 de enero de 1922-San Luis Potosí, San Luis Potosí, 29 de mayo de 2018) fue un religioso católico mexicano, que fue Arzobispo de San Luis Potosí, Obispo de Tampico y Obispo de San Andrés Tuxtla, además de participante del Concilio Vaticano II.

## Biografía
Originario de Tampico, Tamaulipas, sus padres fueron Julio F. Szymanski Castelló y Cristina Ramírez Campos, su padre tenía ascendencia polaca, por tanto bisnieto de Ignacy Szymanski. Realizó sus estudios básicos en el puerto de Tampico y en 1937 ingresó en el Seminario Conciliar de San Luis Potosí y posteriormente en el Seminario de Montezuma, Nuevo México. El 22 de marzo de 1947 fue ordenado sacerdote para la entonces Diócesis de Tamaulipas, siendo nombrado formador del seminario y del que llegaría ser rector.

### Episcopado
El 20 de abril de 1960, a la edad de 38 años, el papa Juan XXIII lo nombró Obispo titular de Cerasonte y coadjutor de San Andrés Tuxtla. Fue ordenado obispo el 21 de junio del mismo año, siendo consagrado por el entonces Obispo de Tampico, Ernesto Corripio Ahumada y fungiendo como co-consagrantes Fidel Cortés Pérez, Obispo de Chilapa y Estanislao Alcaraz y Figueroa, Obispo de Matamoros.
El 21 de marzo de 1965 se convirtió en ordinario de San Andrés Tuxtla a la muerte de su anterior obispo, Jesús Villarreal y Fierro. Fue durante este periodo que participó como padre conciliar en las cuatro sesiones del Concilio Vaticano II de 1962 a 1965. Durante la celebración del conclio desarrolló una amistad con el entonces Arzobispo de Cracovia, Karol Wojtyła, quien posteriormente sería el papa Juan Pablo II, basados en sus orígenes polacos.
El 13 de agosto de 1968 fue nombrado obispo de Tampico y permaneció en el cargo hasta el 27 de enero de 1987 en que fue nombrado obispo de San Luis Potosí. Al siguiente año, el 5 de noviembre de 1988, San Luis Potosí fue elevada a sede metropolitana, convirtiéndose en primer Arzobispo de San Luis Potosí.
Renunció al gobierno pastoral de la arquidiócesis al cumplir la edad de 75 años, siéndole aceptada el 20 de enero de 1999. Permaneció como arzobispo emérito de San Luis Potosí, hasta su fallecimiento acaecido en la misma ciudad, el 29 de mayo de 2018 a causa de un infarto.